# 東洲齋寫樂

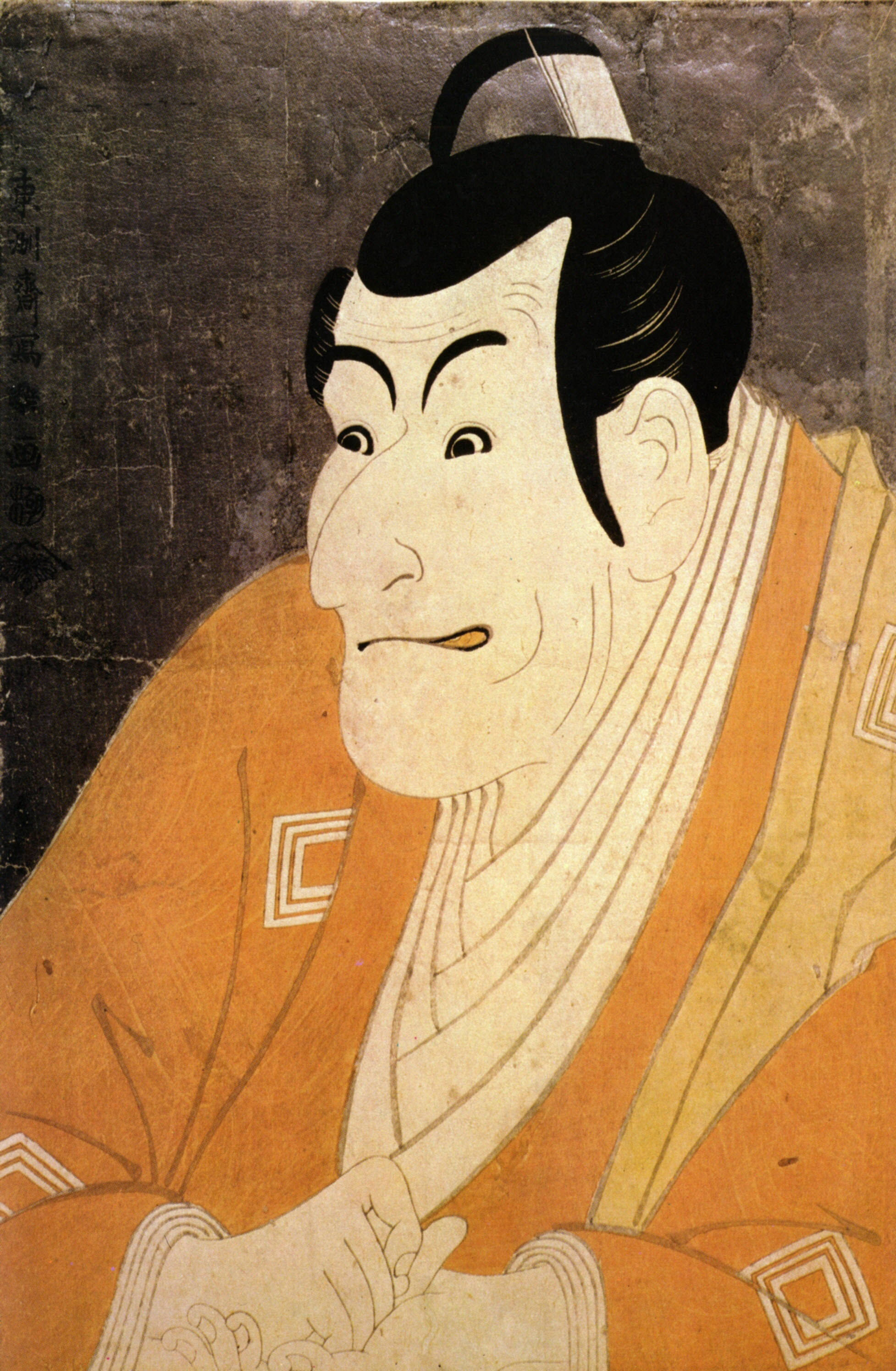
市川鰕藏（五代目市川團十郎）の竹村定之進、『恋女房染分手綱』より

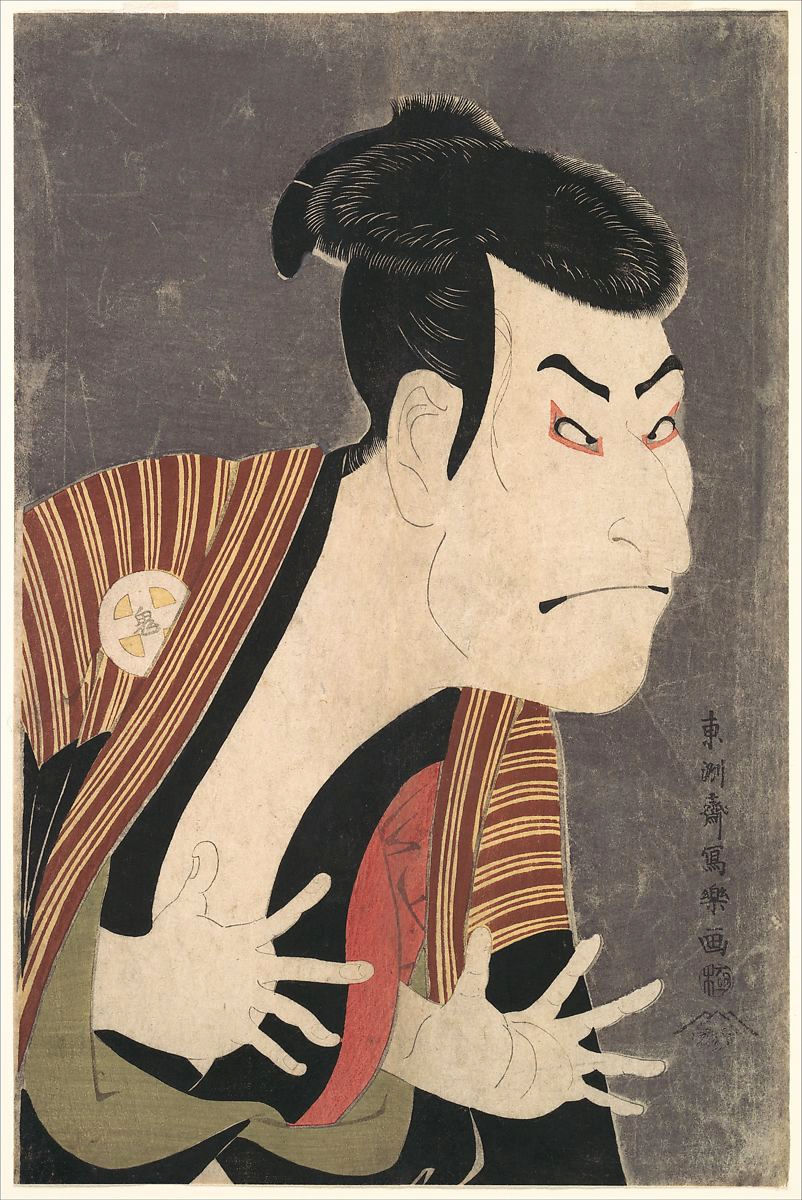
三代目大谷鬼次の奴江戸兵衛

東洲齋寫樂（?—?），日本江戶時代的浮世繪畫家，因其風格鮮明的人物肖像畫與異常短暫的創作活動期為人所知，被後世視為浮世繪畫家的代表人物之一。
寫樂的生卒年和生平均不詳，現存的錦繪作品確認是寬政6年（1794年）至7年（1795年）的10個月之間所創作，全部由蔦屋重三郎經營的店出版。根據近年的研究，較有力的說法，認為寫樂就是阿波蜂須賀家的能役者・齋藤十郎兵衛。

## 作品
- 「二代目瀨川富三郎の大岸藏人の妻やどり木」　大判　寬政6年　城西大學水田美術館所藏
- 「嵐龍藏の金貸石部金吉」　大判　寬政6年　城西大學水田美術館所藏
- 「松本米三郎のけはい坂の少將實はしのぶ」　大判　寬政6年　城西大學水田美術館所藏
- 「四代目岩井半四郎の乳人重の井」　大判　寬政6年　城西大學水田美術館所藏
- 「谷村虎藏の鷲塚八平次」　大判　寬政6年　城西大學水田美術館所藏
- 「岩井喜代太郎の鷺坂左内妻藤波と坂東善次の鷲塚官太夫妻小笹」　大判　寬政6年　城西大學水田美術館所藏
- 「三代目瀨川菊之丞の傾城かつらぎ」　細判　寬政6年　城西大學水田美術館所藏
- 「嵐龍藏の奴浮世又平」　細判　寬政6年　城西大學水田美術館所藏
- 「八代目森田勘彌の由良兵庫之介信忠」　細判　寬政6年　城西大學水田美術館所藏

## 關連項目
- 电影：『寫樂的感官世界』（1995年、東寶）
- 小说：『写乐·密闭之国的幻影』岛田庄司（2010年、新潮社）
- 小说：『写乐杀人事件』高桥克彦（1986年、讲谈社）